# El amor en los tiempos del cólera
|  | Aquest article tracta sobre la novel·la de Gabriel García Márquez. Si cerqueu la versió cinematogràfica, vegeu «Love in the Time of Cholera». |

El amor en los tiempos del cólera és una novel·la del premi Nobel colombià Gabriel García Márquez publicada el 1985. La novel·la narra la vida de tres personatges a principis del segle xx en una ciutat costanera que, per les descripcions, sembla Cartagena d'Índies. Es tracta d'una història d'amor que constitueix una de les obres més importants de l'autor.

## Argument
Els protagonistes de la novel·la són Florentino Ariza i Fermina Daza, que s'enamoren quan tots dos són joves. Entre els dos neix una relació secreta amb l'ajuda de la tia de Fermina, Escolástica, i hi intercanvien diverses cartes d'amor. Tanmateix, quan el pare de Fermina, Lorenzo Daza, se n'assabenta, obliga la seva filla a deixar de veure Florentino immediatament. Quan ella s'hi nega, se l'emporta a viure en una altra ciutat, amb la família de la seva difunta esposa. Malgrat la distància, Fermina i Florentino es continuen comunicant a través del telègraf. No obstant això, quan torna, Fermina s'adona que la relació amb Florentino era un somni, ja que són pràcticament desconeguts, així que trenca el compromís i li retorna totes les cartes.
El jove Dr. Juvenal Urbino, convertit en heroi nacional, coneix Fermina i comença a festejar-la. Malgrat l'aversió inicial, Fermina finalment cedeix a les pressions del seu pare i a la seguretat i la riquesa que li ofereix Urbino, i es casen. Urbino és un metge dedicat a la ciència, la modernitat, l'ordre i el progrés i es compromet a l'erradicació del còlera i a la promoció d'obres públiques. Se'l descriu com un home racional, la vida del qual està organitzada amb precisió, i que valora molt la reputació personal.
Fins i tot després del compromís amb Fermina i del seu matrimoni, Florentino jura mantenir-s'hi fidel i esperar-la. Tanmateix, incompleix la promesa i té altres relacions, però intenta que Fermina no ho sàpiga. Mentrestant, Fermina i Urbino envelleixen junts, passen per anys feliços i infeliços i experimenten tota la realitat del matrimoni. Quan ja son vells, Urbtino mor en un accident domèstic i Florentino torna a proclamar el seu amor per Fermina. Tot i els dubtes per la mort recent del seu marit, Fermina li dona una segona oportunitat i intenten reprendre la seva història després de cinc dècades. Urbino demostra al final que no ha estat un marit completament fidel, i Fermina s'assabenta d'una aventura que va tenir quan ja eren casats.

## Adaptació al cinema
El 2007 Mike Newell portà aquesta novel·la al cinema amb el títol en anglès Love in the time of cholera, protagonitzada per Javier Bardem. El guionista és el sud-africà Ronald Harwood i se situa a Cartagena de Indias. La cantant Shakira, originària de Barranquilla, prop del lloc on passa l'acció, va compondre dues cançons per a la pel·lícula.